# Friedrich Albrecht (Theologe)

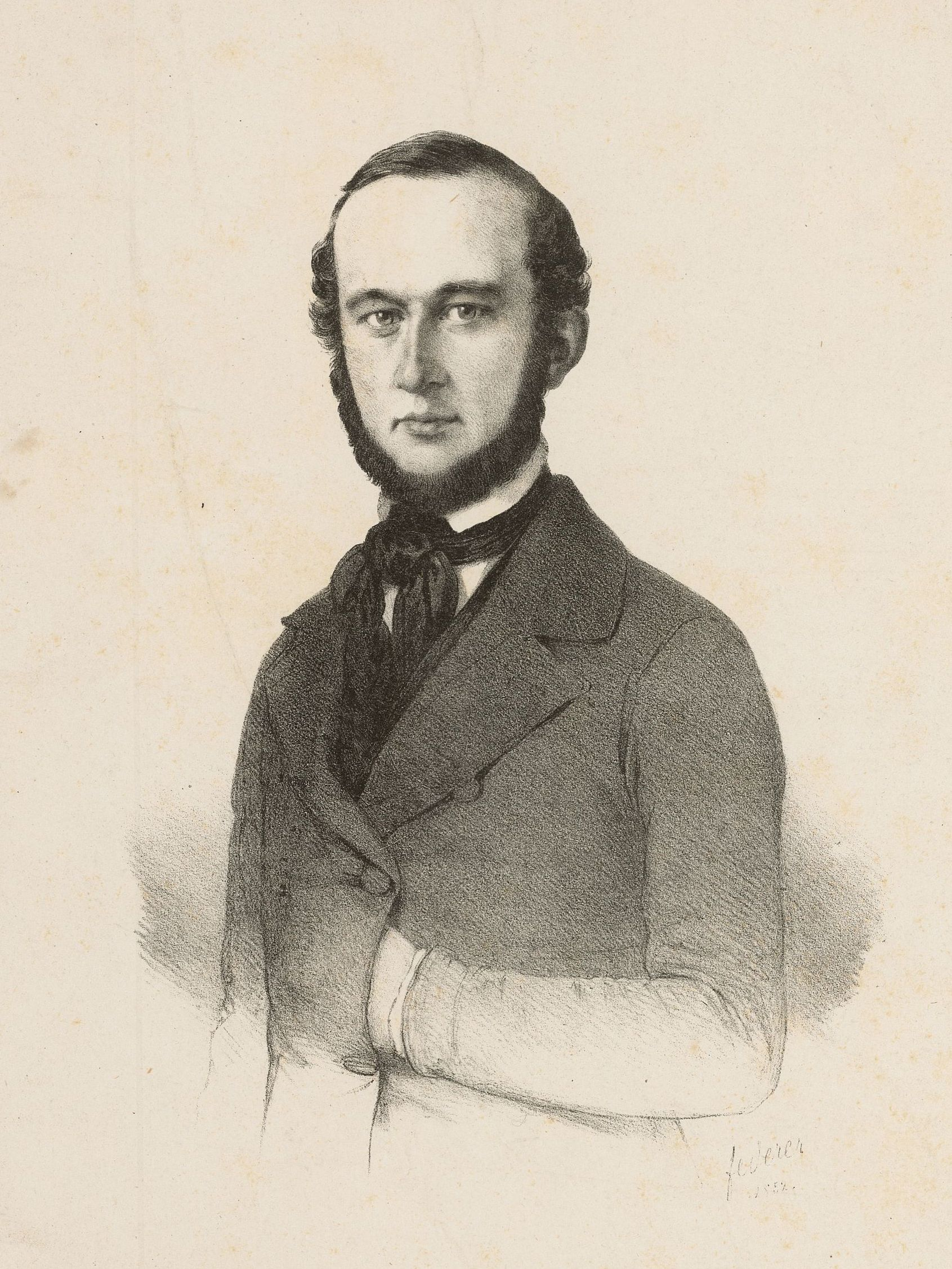
Friedrich Albrecht, Lithografie von Friedrich Federer

Friedrich Johann Hubert Albrecht (Pseudonym: Friedrich Siegmund) (* 10. März 1818 in Glatz, Landkreis Glatz, Provinz Schlesien; † 5. Juni 1890 in Wiesbaden) war ein deutsch-katholischer Theologe und Schriftsteller. 

## Leben
Friedrich Albrechts Eltern waren der gleichnamige Militärmusiker und Lazarettverwalter und Jeanette, geb. von Sellin. Friedrich Albrecht studierte von 1836 bis 1839 Theologie an den Universitäten Breslau und Berlin. Bis 1844 arbeitete er als Hauslehrer. 1845 bekannte er sich zum Deutschkatholizismus und wurde Pfarrer der deutschkatholischen Gemeinde in Ulm. In Ulm gab er das freireligiöse Sonntagsblatt Kirchenfackel sowie die demokratische Zeitung Ulmer Schnellpost heraus. Von Ulm ging Albrecht als Prediger nach Wiesbaden.

## Veröffentlichungen (Auswahl)
- Predigten, Aufsätze und Mittheilungen, Heft 1/2. Geuß, Ulm 1846.
- Die Schlacht bei Wimpfen und der Tod der vierhundert Bürger von Pforzheim. Geuß, Ulm 1846.
- Die Überschwemmung im Württemberger Unterland am 1. Aug. 1851, eine Mahnung und Bitte. Nübling, Ulm 1851.
- Predigten über die Missions-Jesuiten und ihre Lehre von der Hölle. Ulm 1851.
- Gedichte. Trewendt & Granier, Breslau 1853.
- Drei Fragen in Betreff der Bibel. Nübling in Comm., Ulm 1855.
- Glaube, Hoffnung, Liebe: ein Glaubensbekenntniß in 3 Sonettenkränzen. Selbstverlag, Ulm 1856.
- Religion: eine Sammlung von Predigt-Vorträgen im Geiste des 19. Jahrhunderts. Bd. 1. Rübling, Ulm 1857.
- Feldkaplan und Leutenant: dramatisches Gemälde aus den Zeiten des dreißigjährigen Krieges. Nübling, Ulm 1858.
- Der gewaltsame Kinderraub zu Bologna: Zugleich ein Wort der Warnung an alle Concordatsfreunde. Ulm 1858 (Digitalisat).
- Friedrich Schillers Christenthum: Gedächtnißrede. Nübling, Ulm 1859.
- Pfarrer Christian Klaus Kunel und die freie religiöse Gemeinschaft: Predigt gehalten am 17. November zu Nürnberg. Nürnberg ca. 1860.
- Helfer Lamparter und Missionar Hebich in der Ulmer Schnellpost: eine Antwort auf den „Offenen Brief“ des Präzeptor Werner. Nürnberg, Ulm 1860.
- Amsel, der Berliner Tischlergesell: Singspiel in vier Aufzügen. Nübling, Ulm 1862.
- Moses Mendelssohn als Urbild von Lessings Nathan dem Weisen: Vortrag. Nübling, Ulm 1866.
- Meine Stunden der Andacht daheim und in der Gemeinde im Kampf und auf dem Friedhof. J. Schneider, Mannheim 1869.
- Leonardo da Vinci: Trauerspiel in 4 Akten. Nübling, Ulm 1882.

unter dem Pseudonym Friedrich Siegmund:
- Religiöse Dichtungen, allen christkatholischen Glaubensgenossen gewidmet. Trewendt, Breslau 1845.
- Zwölf Gedichte unsrer Zeit. Köhler, Leipzig 1845.